# День батьків
День батьків (англ. Parents' Day) відзначається в Південній Кореї (8 травня) та в США (четверта неділя липня). Південнокорейське позначення було створено в 1973 році, замінивши День матері, який раніше відзначався 8 травня, і включає державні та приватні святкування. День США був створений в 1994 році за президента Білла Клінтона. Організація Об'єднаних Націй 1 червня також проголосила «Глобальним днем батьків» на знак вдячности за прихильність батьків до своїх дітей. На Філіппінах, хоча цього суворо не дотримуються і не відзначають, перший понеділок грудня кожного року проголошується Днем батьків.

## Міжнародний
Організація Об'єднаних Націй проголосила 1 червня Всесвітнім днем батьків, щоб оцінити всіх батьків у всіх куточках світу за їх самовіддану відданість дітям та їхню жертву на все життя задля виховання цих відносин".

## У Сполучених Штатах
У США День батьків проводиться в четверту неділю липня. Це було встановлено в 1994 році, коли президент Білл Клінтон підписав законом резолюцію Конгресу 36 U.S.C. § 135 за «визнання, піднесення і підтримку ролі батьків у вихованні дітей». Законопроєкт вніс сенатор-республіканець Трент Лотт. Його підтримали члени Церкви Об'єднання, яка також відзначає свято, яке називається Днем батьків, хоча і в іншу дату. День батьків відзначається по всій території США.

## У Південній Кореї

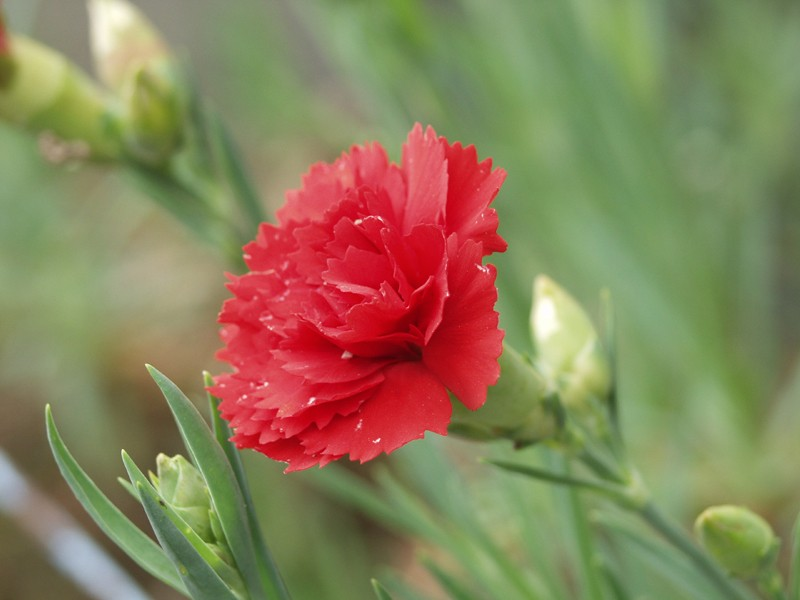
Гвоздика садова, широко відома як гвоздика, квіти, що символізують День батьків і даруються батькам дітьми під час святкування Дня батьків у Південній Кореї

У Південній Кореї День батьків (кор. 어버이날 Eobeoinal) проводиться щороку 8 травня День батьків відзначається як громадськістю, так і урядом. Сімейні заходи зосереджені на батьках; популярні акції включають дарування батькам гвоздик. Громадські заходи проводяться Міністерством охорони здоров'я та соціального забезпечення та включають публічні святкування та нагородження.
Витоки Дня батьків можна віднести до 1930-х років. Починаючи з 1930 року, деякі християнські громади почали відзначати День матері або День батьків. Ця традиція була поєднана з традиційною конфуціанською культурою Кореї, щоб врешті встановити День матері. У 1956 році Державна рада Південної Кореї призначила 8 травня щорічним Днем матері. Однак питання про День батька було обговорено і 30 березня 1973 року 8 травня було визначено Днем батьків згідно з Указом Президента 6615 або Положенням про різні свята (각종 기념일 등에 관한 규정). Коли День батьків був вперше встановлений, увесь тиждень з 8-м днем був визначений тижнем поваги до людей похилого віку, але повага старійшин у травні місяця була скасована в 1997 році, і жовтень став місяцем, призначеним для поваги людей похилого віку.

## На Філіппінах
День матері традиційно відзначається у перший понеділок грудня. Цього дня діти клали на свої груди рожеву кадену амору. Діти, у яких більше немає матерів, розміщують білу кадену амору.
У 1921 р. Було видано циркуляр № 33, що визначав перший понеділок кожного грудня Днем матері, як відповідь на заклик Федерації жіночих клубів Ilocos Norte. Під час уряду Співдружности Філіппін тодішній президент Кесон видав Прокламацію № 213, с. 1937 проголошення дня, визначеного Днем матері, Днем батьків. Це було пов'язано з тим, що знаходити клопотання про встановлення спеціальної дати Дня батьків не доцільно, оскільки вже встановлено численні свята, і вважати за більш доцільне святкувати День матерів та батьків разом, а не окремо. У 1980 р. Було опубліковано проголошення, в якому перша неділя та перший понеділок грудня були Днем батька та Днем матері відповідно. У 1988 р. Оприлюднене проголошення Президента відбулося після міжнародного дня святкування Дня батька та матері, який знайомий більшості філіппінців. Однак тоді президент Естрада намагався відродити цю традицію за допомогою Прокламації № 58, с. 1998 рік.

## У Демократичній Республіці Конго
У Демократичній Республіці Конго День батьків, який на суахілі також називають Сіку я Вазазі, є одним із державних свят, що особливо відзначається 1 серпня кожного року. Цей день присвячений вшануванню ролі матерів та батьків у конголезському суспільстві та значення сімейної одиниці. Походження цього святкування приписується Мобуту в 1979 році, який вирішив замінити День всіх святих, пережиток колоніальної ери, цим святом, присвяченим тепер батькам та предкам загалом. Рано вранці люди йдуть прибирати кладовища на згадку про загиблих родичів, перш ніж дарувати батькам листівки та подарунки. Основною причиною цієї надзвичайної ситуації є те, що в Конго сім'ї зазвичай мають великі сім'ї — в середньому шість дітей на жінку — тоді як середній показник у світі менше половини. Це підкреслює традиційні ролі батьків, які мають доглядати та забезпечувати сім'ю якомога більшою кількістю. У культурному плані батьки — це не тільки людина, яка народила вас і виховала перед цим складним світом. Це всі ті, хто розмістив будівельні блоки вашого життя. Таким чином, це унікальний день, освячений для відпочинку та думок про батьків з прекрасними подарунками, які змушують їх усвідомити, що їх не сприймають як належне, а навпаки, про них люблять і піклуються.

## В інших державах
- В Індії День поклоніння батьків відзначається 14 лютого.